# Sociedad Médica de Massachusetts
La Sociedad Médica de Massachusetts (o MMS por Massachusetts Medical Society ) es la organización de médicos más antigua de los Estados Unidos . Fue creado en 1781 por el Estado de Massachusetts. Es una  organización sin fines de lucro desde 1994 , se ha fijado el objetivo de promover la investigación médica y abogar por las mejores prácticas en la atención médica en Massachusetts . El MMS es propietario de la revista médica The New England Journal of Medicine (NEJM), que compró en 1928.